# Блињи (Марна)
Блињи (фр. Bligny) насеље је и општина у североисточној Француској у региону Шампањ-Арден, у департману Марна која припада префектури Ремс.
По подацима из 2011. године у општини је живело 108 становника, а густина насељености је износила 41,7 становника/km². Општина се простире на површини од 2,59 km². Налази се на средњој надморској висини од 148 метара.

## Демографија
| 1962. | 1968. | 1975. | 1982. | 1990. | 1999. | 2011. |
| ----- | ----- | ----- | ----- | ----- | ----- | ----- |
| 40    | 56    | 89    | 101   | 102   | 89    | 108   |

График промене броја становника у току последњих година